# Gnophos irrorata
Gnophos irrorata là một loài bướm đêm trong họ Geometridae.